# Bhatni Bazar
Bhatni Bazar là một thị xã và là một nagar panchayat của quận Deoria thuộc bang Uttar Pradesh, Ấn Độ.

## Nhân khẩu
Theo điều tra dân số năm 2001 của Ấn Độ, Bhatni Bazar có dân số 14.381 người. Phái nam chiếm 52% tổng số dân và phái nữ chiếm 48%. Bhatni Bazar có tỷ lệ 64% biết đọc biết viết, cao hơn tỷ lệ trung bình toàn quốc là 59,5%: tỷ lệ cho phái nam là 76%, và tỷ lệ cho phái nữ là 52%. Tại Bhatni Bazar, 16% dân số nhỏ hơn 6 tuổi.